# Sønderby (Borre)
 For alternative betydninger, se Sønderby. (Se også artikler, som begynder med Sønderby)
Sønderby (tidligere kaldt Sønder Vestud) er en bebyggelse, der hænger sammen med Borre, og udgør én landsby med denne. Sønderby ligger i Borre Sogn på Møn, beliggende ca. 1 kilometer vest for det gamle Borre. Sønderby og Nørreby er sammenvoksede, skilt af Klintevej og udstrakt vinkelret på denne vejs øst-vestlige retning.
Sønderby omtales 1479 (Syndre Westud). Landsbyen udskiftedes i 1803.
I Sønderby lå Sønder Vestud Kro (1919), der nu er antikforretning. I Sønderby ligger også en tidligere lægebolig, købmandshandel, bryggeri og savværk. Et karetmagerværksted midt i byen er flyttet til Frilandsmuseet. 